# Durușa
Durușa – wieś w Rumunii, w okręgu Marmarosz, w gminie Valea Chioarului. W 2011 roku liczyła 67 mieszkańców.